# Mikie Sherrill
Rebecca Michelle Sherrill (Alexandria, 19 gennaio 1972) è una politica statunitense, membro della Camera dei Rappresentanti per lo stato del New Jersey.

## Biografia
Nata in Virginia si trasferì in varie città della costa est statunitense in giovinezza per via del lavoro del padre. Nel 1994 si arruola nella United States Navy partecipando poi a varie missioni in Europa e in Medio Oriente. Lascia la marina nel 2003. Dopo aver conseguito un Juris Doctor presso l'Università di Georgetown lavora come avvocato dal 2008 al 2011.
Nel 2018 si candida alla Camera dei Rappresentanti nell'undicesimo distretto del New Jersey, rappresentato dal repubblicano Rodney Frelinghuysen che aveva annunciato il suo ritiro. A giugno vince le primarie democratiche con il 77% dei voti e nelle elezioni di novembre riesce a battere il repubblicano Jay Webber con il 56,8%. Il distretto risultò quello con il risultato più diverso rispetto a quello delle ultime elezioni tra tutti quelli degli Stati Uniti, passando da una vittoria repubblicana di 19 punti nel 2016 a una vittoria democratica di 15 punti nel 2018.  È stata rieletta nel 2020 con un margine leggermente più ristretto.

## Vita privata
Sherrill è sposata con Jason Hedberg, un compagno di classe e laureato all'Accademia Navale degli Stati Uniti, che è stato ufficiale dei servizi segreti della Marina degli Stati Uniti. La coppia vive a Montclair con i loro quattro figli dal 2010.